# Wilm Hosenfeld

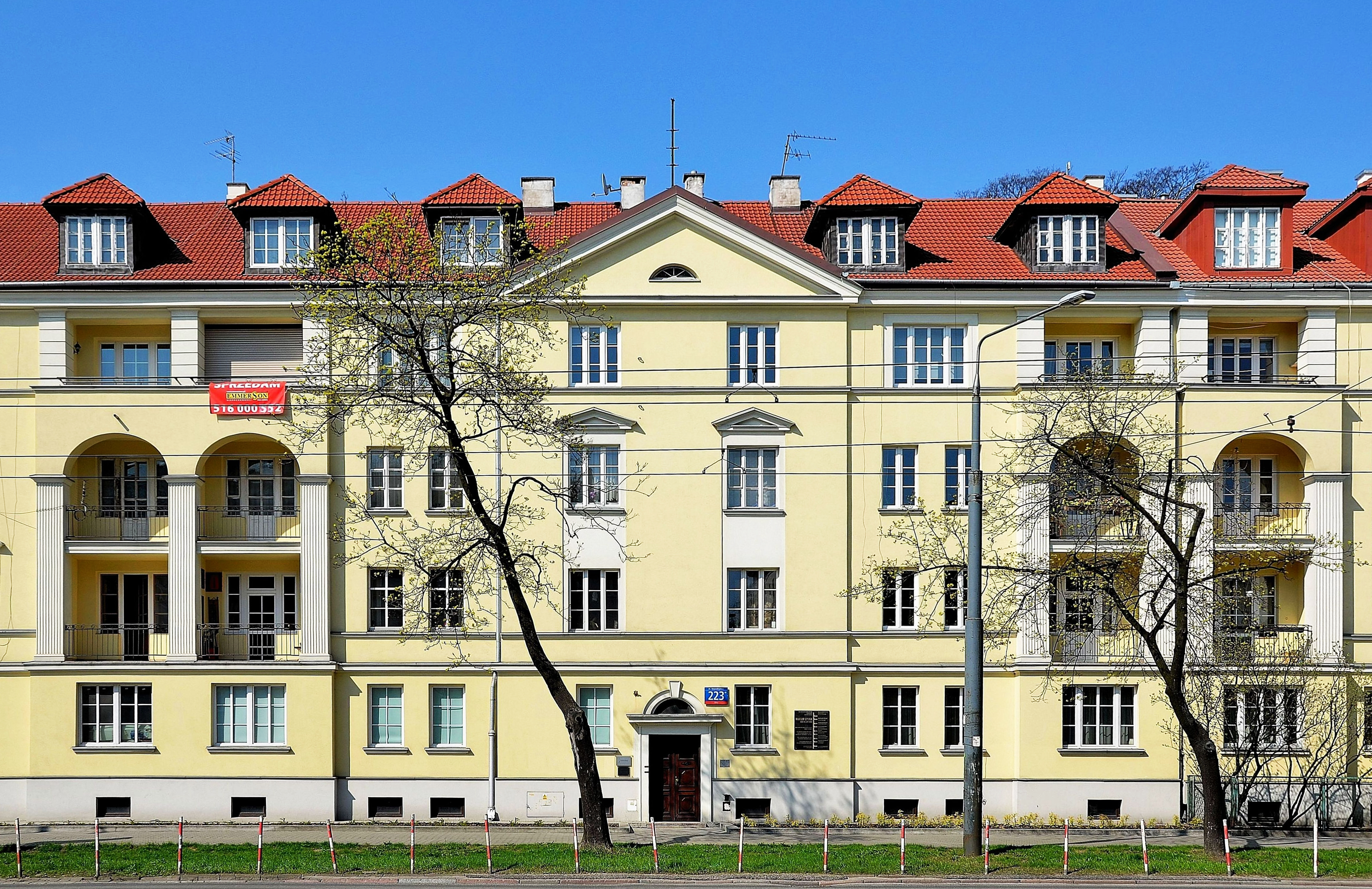
Kamienica przy alei Niepodległości 223 w Warszawie, gdzie w 1944 Hosenfeld spotkał ukrywającego się Władysława Szpilmana

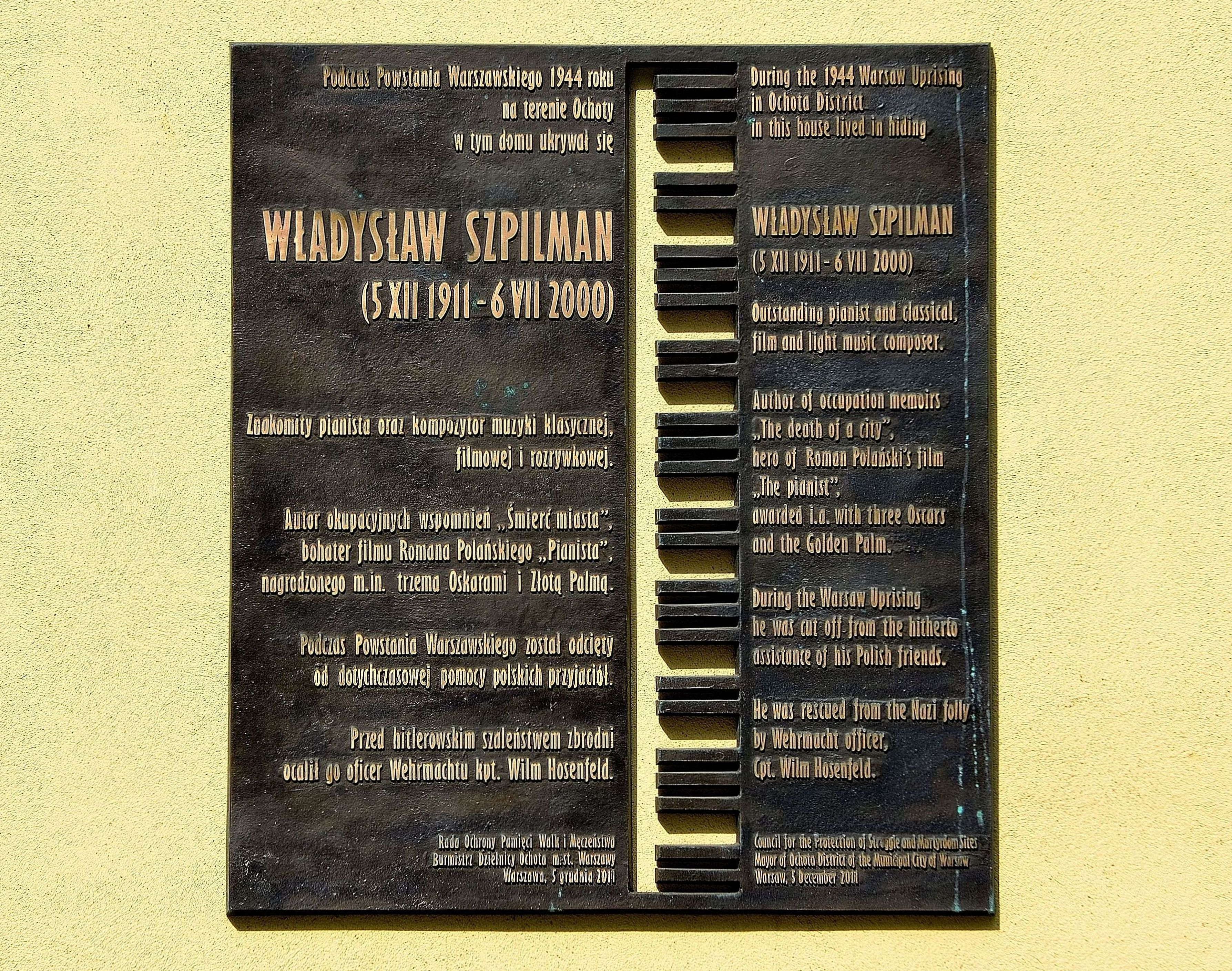
Tablica pamiątkowa na budynku

Wilm Hosenfeld, właściwie Wilhelm Hosenfeld (ur. 2 maja 1895 w Mackenzell, zm. 13 sierpnia 1952 pod Stalingradem) – kapitan Wehrmachtu i funkcjonariusz wywiadu wojskowego III Rzeszy przy okupacyjnym garnizonie warszawskim. Był komendantem przejściowego obozu jenieckiego w Pabianicach, przyczynił się do produkcji nazistowskiego filmu propagandowego Heimkehr, brał udział w tłumieniu powstania warszawskiego. Zyskał rozgłos za sprawą uratowania od śmierci polskiego pianisty i kompozytora żydowskiego pochodzenia Władysława Szpilmana w zrujnowanej Warszawie jesienią 1944. Jako przedstawiciel władz okupacyjnych pomógł również kilku innym Polakom i polskim Żydom. Sprawiedliwy wśród narodów świata.

## Życiorys

### Okres międzywojenny
Pochodził z katolickiej rodziny wiejskich rzemieślników z rejonu Fuldy w Hesji, jego ojciec był nauczycielem. Podczas I wojny światowej Hosenfeld walczył w piechocie niemieckiej na terenie Flandrii, krajów bałtyckich i Rumunii od 1914 do 1917 i był ranny. Uważał traktat wersalski za upokorzenie dla Niemiec. Po powrocie z frontu poślubił Annemarie Krummacher, z którą miał pięcioro dzieci. W okresie międzywojennym pracował jako wiejski nauczyciel w Thalau koło Fuldy. Był głęboko wierzącym katolikiem, jednocześnie jako modernizator odrzucał popularne wówczas w szkołach katolickich zastosowanie trzciny do bicia uczniów. W latach 20. należał do ruchu młodzieżowego Wędrowny Ptak (Wandervogel, część niemieckiego Ruchu Młodzieżowego), po czym pod wpływem zaangażowania w ten ruch i działalność sportową został członkiem paramilitarnej bojówki SA. W 1935 wstąpił do NSDAP, w 1936 i 1938 uczestniczył w zjazdach partii w Norymberdze. W latach 30. przeciwstawiał narodowosocjalistyczny projekt polityczny dziedzictwu rewolucji francuskiej i rewolucji październikowej, które utożsamiał z barbarzyństwem. W 1938 wyrażał niepokój z powodu narodowosocjalistycznych ataków na religię. W 1939 był dyrektorem szkoły w Thalau.

### II wojna światowa

#### Komendant obozów jenieckich w Pabianicach i Węgrowie
Został zmobilizowany jako sierżant rezerwy 26 sierpnia 1939 przed wybuchem II wojny światowej, ale w dniu inwazji na Polskę 1 września jego oddział nie opuścił Fuldy. Hosenfeld odbywał w wojsku służbę tyłową. Pod koniec września 1939 przybył na czele kompanii do Pabianic, gdzie objął komendę nad obozem przejściowym dla jeńców z bitwy nad Bzurą urządzonym w dawnej fabryce tekstylnej Rudolfa Kindlera (Lager Pabianitz), do którego należał oflag w Szkole nr 5 przy ul. Zamkowej 65. Nadzorował budowę wież strażniczych, ogrodzenia z drutu kolczastego i stanowisk karabinów maszynowych wokół obozu. Sprawując funkcję komendanta obozu w Pabianicach zapisał, że raziło go szczególnie brutalne traktowanie Żydów, twierdząc zarazem, że Polacy pochwalali je z powodu dotychczasowego żydowskiego wyzysku. Odnotowując nienawiść miejscowych Niemców do Polaków w Pabianicach, obwiniał za nią antyniemiecką agitację ze strony rządu polskiego w 1939, która miała według niego wywołać „bestialstwo” Polaków wobec Niemców. Zezwalał rodzinom przetrzymywanych w kierowanym przez siebie obozie na nielegalne odwiedziny. Doprowadził do zwolnienia kilku osób (Joachima Pruta oraz Stanisława i Antoniego Cieciory) i zaprzyjaźnił się z ich rodzinami, które później gościły jego żonę.

Następnie od grudnia 1939 do czerwca 1940 służył w Węgrowie, gdzie pisał listy i pamiętniki zawierające spostrzeżenia na temat Polaków i Żydów. Diagnozował w nich sytuację w Polsce, w tym położenie ludności. Popierał jednak rozstrzygnięcie siłowe w walce z Wielką Brytanią, stwierdzając, że Adolf Hitler złożył temu krajowi dość ofert pokojowych. Synowi pisał, że wojna została zesłana przez Boga, ponieważ „ludzie w dużym stopniu należą do diabła” i wyjaśniał: „że niewinni również muszą cierpieć, to tajemnica cierpienia za innych, które Jezus wziął na siebie”. Pisał o swojej miłości do całej rodziny i mocnej wierze w Boga, która dawała mu siły do bycia dobrym człowiekiem w tamtych trudnych czasach. W listach do swojej żony Hosenfeld nie krył wstydu za okrucieństwa wyrządzane przez swoich rodaków, starając się pomóc wielu Polakom, w tym księdzu Antoniemu Cieciorze. Wydając osąd postępowania Niemców pisał: 

Trzeba zadać sobie pytanie, jak mogło do tego dojść, że w naszym narodzie mamy taką zwyrodniałą szumowinę. Czy ze szpitali psychiatrycznych wypuszczono kryminalistów i chorych umysłowo, którzy funkcjonują jak wściekłe psy? Niestety nie, to są ludzie, którzy w naszym państwie zajmują wysokie stanowiska.

W pobliskim Sokołowie Podlaskim obserwował deportacje Polaków z terenów włączonych do Rzeszy, próbując pomagać wysiedlanym osobom. 1 lutego 1940 otrzymał awans na porucznika rezerwy.

#### Oficer wywiadu przy warszawskim garnizonie Wehrmachtu
Od czerwca 1940 stacjonował w Warszawie jako oficer wywiadu przy tamtejszej komendzie Wehrmachtu (660. batalion wartowniczy). Zarządzał obiektami sportowymi, w tym Stadionem Wojska Polskiego w Warszawie (przemianowanym na Stadion Wehrmachtu), prowadził szkołę sportową Wehrmachtu i organizował ćwiczenia dla żołnierzy. Na przełomie sierpnia i września 1940 pełnił rolę oficera łącznikowego przy dwuosobowej delegacji przedsiębiorstwa Wien-Film, któremu Ministerstwo Propagandy i Oświecenia Publicznego Rzeszy zleciło nakręcenie antypolskiego filmu propagandowego Heimkehr (1941), objeżdżając okupowaną Polskę w poszukiwaniu stosownych plenerów.
W okresie wielkiej akcji deportacyjnej w getcie warszawskim latem 1942 urządził tygodniowe zawody z udziałem 1200 sportowców wojskowych, po czym wyjechał z żoną na urlop do Berlina. Jednocześnie uczył się języka polskiego i pomagał Polakom, dostarczając fałszywe dokumenty i zatrudniając ich przy prowadzonych przez siebie obiektach sportowych. Uratował w ten sposób dwóch Żydów, z których jednym był Leon Warm-Warczyński, zbieg z transportu do obozu zagłady w Treblince. W 1942 został awansowany do stopnia kapitana rezerwy. W tym okresie zaczął stopniowo zrównywać w swoich zapiskach komunizm i nazizm, określając jednak narodowy socjalizm złem mniejszym od przegrania wojny, a także akcentując swoją więź z narodem niemieckim i dumę z jego zwycięstw. Pod koniec 1943 wyrażał poparcie dla koncepcji zmiany rządu w III Rzeszy analogicznego do przewrotu marszałka Pietro Badoglio we Włoszech i pokoju separatystycznego z aliantami zachodnimi.

W sierpniu 1944 wysłał do domu w paczce z bielizną swój warszawski dziennik, w którym na bieżąco przedstawiał zagładę Żydów i akty terroru przeciwko Polakom i który z powodu zawartych w nim treści nosił zawsze przy sobie. Podczas powstania warszawskiego realizował zadania kontrwywiadowcze, zajmując się przesłuchiwaniem zatrzymywanych żywcem od drugiego tygodnia walk polskich cywilów i powstańców oraz żołnierzy radzieckich. O prowadzonej działalności pisał do rodziny: 

Codziennie przesłuchania. Dzisiaj jeden funkcjonariusz i szesnastoletnia dziewczyna. Nie udało się z nich niczego wydobyć. Może uda mi się dziewczynę uratować… Drugi to funkcjonariusz policji. Ma 56 lat. Ci ludzie robią to wszystko z czystego patriotyzmu, a my im nie możemy pomóc. Staram się uratować każdego, jak się tylko da. Będę próbował pomóc również policjantowi. Nie jestem człowiekiem, który by się nadawał do przeprowadzania tego rodzaju przesłuchań…

 W innym miejscu wspomniał o bezskutecznym przesłuchiwaniu trzech noszących medaliki uczennic szkoły średniej zatrzymanych za kolportaż map i ulotek, dystansując się osobiście od „bezwzględności należytej tutaj i przeważnie stosowanej” i wyrażając nadzieję, że ocali dziewczętom życie. W listach do rodziny porównywał systematyczną destrukcję Warszawy z losem niemieckich miast pod bombardowaniem alianckim, przewidywał rychłe wkroczenie Armii Czerwonej. Określał powstańców bandytami, którzy zmusili cywilów do współpracy, przesłuchiwanych cywilów uważał za zmanipulowanych i utrzymywał, że Wehrmacht zachował swój honor w Warszawie. Dopiero podczas kapitulacji wyraził uznanie dla „ducha narodowego” opuszczających miasto Polaków.
Następnie był zaangażowany w fortyfikowanie Warszawy (Festung Warschau) połączone z wyburzaniem miasta. Krótko po ewakuacji cywilów jego zadaniem było oprowadzanie niemieckiej i neutralnej prasy po ruinach. Władysława Szpilmana spotkał 17 listopada 1944, natrafiając na niego w budynku przy alei Niepodległości 223, który przygotowywał na kwaterę główną dla sztabu armii. Przez kilka tygodni – do czasu objęcia dowództwa kompanii w składzie 9 Armii – dostarczał żywność ukrytemu na strychu Szpilmanowi, którego umiejętności muzyczne uprzednio sprawdził. Zajmował się podnoszeniem morale żołnierzy niemieckich organizując dla nich zajęcia gimnastyczne i sportowe oraz katolicką i protestancką opiekę duszpasterską.

#### W niewoli radzieckiej
17 stycznia 1945, dzień po rozpoczęciu odwrotu z Warszawy na czele swojej kompanii, Hosenfeld dostał się po krótkiej potyczce do niewoli radzieckiej w okolicach Błonia. Z obozu przejściowego został w maju 1945 przeniesiony do obozu dla oficerów w Mińsku, gdzie był przetrzymywany w odosobnieniu przez sześć miesięcy i trzykrotnie przesłuchiwany przez NKWD jako podejrzany o prowadzenie działalności wywiadowczej przeciwko ZSRR. Po powrocie do głównej części obozu pod koniec 1945 jego zdrowie poprawiło się i mógł pisać listy do rodziny. Jego żona zwróciła się o pomoc do byłego więźnia obozu koncentracyjnego i komunisty Karla Hörlego, który przewodniczył miejscowemu Stowarzyszeniu Ofiar Prześladowanych przez Reżim Nazistowski i w październiku 1947 interweniował na rzecz Hosenfelda u władz Niemieckiej Republiki Demokratycznej. W 1946 Hosenfeld potajemnie wysłał kartkę z listą osób, którym pomógł podczas wojny. W lipcu 1947 przeszedł poważny wylew, po którym mimo udzielonej bezzwłocznie opieki medycznej cierpiał na dalsze komplikacje zdrowotne.
W połowie 1950 został skazany w trybie administracyjnym przez trybunał Białoruskiej Socjalistycznej Republiki Radzieckiej na 25 lat obozu pracy. Zarzuty dotyczyły jego zaangażowania w kierowanie obozami jenieckimi w 1939 i „działalności antyradzieckiej” podczas powstania warszawskiego, a także służby w jednostce, która miała popełnić zbrodnie wojenne. W sierpniu 1950 został zesłany do Stalingradu, gdzie pracował przy odbudowie miasta i nad ukończeniem kanału Wołga–Don. W listopadzie 1950 odwiedził go Leon Warm-Warczyński, który powiadomił Szpilmana o losie Hosenfelda. Szpilman próbował następnie uzyskać zwolnienie Hosenfelda poprzez członka Komisji Wojskowej Biura Politycznego KC PZPR Jakuba Bermana, który oświadczył mu, że pomoc byłemu szpiegowi przetrzymywanemu w ZSRR wykracza poza możliwości polskich władz. W czerwcu 1952 stan Hosenfelda pogorszył się na tyle, że musiał podyktować kartkę do rodziny. W sierpniu 1952 Hosenfeld zmarł z powodu pęknięcia aorty.

## Upamiętnienie
W sierpniu 1989 jego syn Helmut, urodzony w 1923 r., dzięki Czerwonemu Krzyżowi zdołał ustalić dokładne miejsce pochówku ojca.
W 2004 r. Militärgeschichtliches Forschungsamt, organ historyczny Bundeswehry, wydał wspomnienia Hosenfelda jako najpopularniejszego w Polsce eksponenta narracji o „ratownikach w mundurach”. W ich recenzji ogłoszonej na łamach „Biuletynu Instytutu Pamięci Narodowej” niemiecki teolog katolicki Winfried Lipscher określił Hosenfelda wzorowym, zasługującym na kanonizację katolikiem, który „może być bohaterem zarówno dla Polaków, Żydów, jak i dla Niemców”.
W 2007 r. prezydent RP Lech Kaczyński odznaczył pośmiertnie Hosenfelda Krzyżem Komandorskim Orderu Odrodzenia Polski.
Postać Hosenfelda została spopularyzowana dzięki wspomnieniom Władysława Szpilmana pod tytułem Pianista, sfilmowanym następnie przez Romana Polańskiego. Po długoletnich staraniach ze strony syna Władysława Szpilmana, Andrzeja, jerozolimski Instytut Pamięci Męczenników i Bohaterów Holocaustu, Jad Waszem, przyznał Hosenfeldowi 16 lutego 2009 miano Sprawiedliwego wśród Narodów Świata.
4 grudnia 2011 na fasadzie domu przy alei Niepodległości 223 została odsłonięta tablica w językach polskim i angielskim upamiętniająca Władysława Szpilmana oraz pomoc, którą otrzymał on tutaj od Wilma Hosenfelda. W ceremonii odsłonięcia tablicy uczestniczyli między innymi córka Hosenfelda, Jorinde Hosenfeld-Krejci, oraz Andrzej Szpilman.
W listopadzie 2011 w Węgrowie, gdzie Hosenfeld działał podczas wojny, odbyło się spotkanie upamiętniające działalność Hosenfelda z udziałem historyka Eugeniusza Króla, Haliny Szpilman i Winfrieda Lipschera, którego organizatorem była Fundacja Konrada Adenauera. Część mieszkańców Węgrowa wyraziła sprzeciw wobec „idealizacji” Hosenfelda, wskazując, że w swoich pismach chwalił Adolfa Hitlera.
Hosenfeld jest jednym z trzech niemieckich żołnierzy, których pamiętniki z okresu kampanii wrześniowej stały się w roku 2019 kanwą francusko-niemieckiego filmu dokumentalnego pt. Polen 39. Wie deutsche Soldaten zu Mördern wurden (tyt. pol. Jak żołnierze zamienili się w zbrodniarzy wojennych. Polska 1939; reż. Alexander Hogh, Jean-Christoph Caron), zrealizowanego we współpracy z polsko-niemieckim zespołem historyków, socjologów i psychologów dla europejskiego kanału kulturalnego Arte.

## Odznaczenia
- Krzyż Żelazny II Klasy (1917)[41]
- Czarna Odznaka za Rany (1917)[41]
- Krzyż Honorowy dla Walczących na Froncie[41]
- Krzyż Zasługi Wojennej II klasy z mieczami[41]
- Krzyż Komandorski Orderu Odrodzenia Polski (październik 2007)[41]
- Sprawiedliwy wśród Narodów Świata (16 lutego 2009)[41]